# Bert Glennon

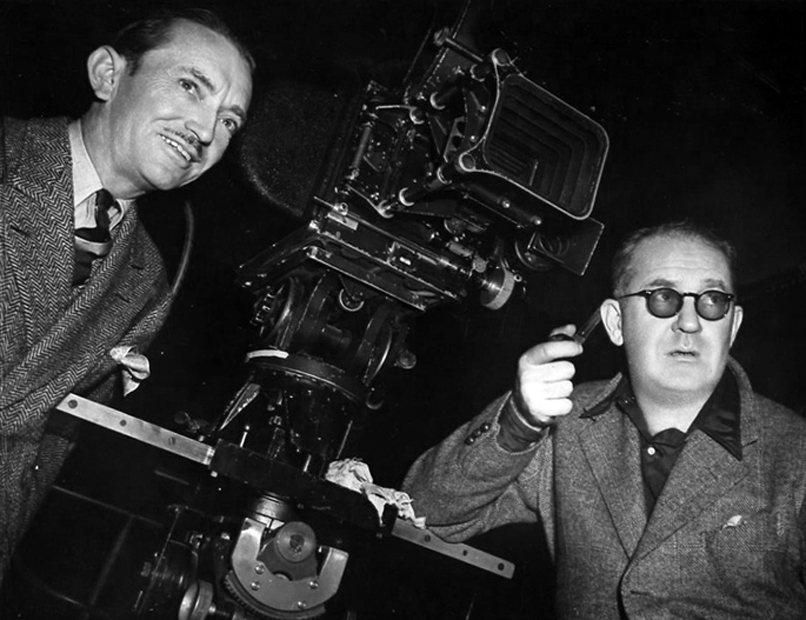
Bert Glennon (links) met John Ford op de set van Stagecoach

Bert Glennon (Anaconda, 19 november 1893 - Sherman Oaks, 29 juni 1967) was een Amerikaans cameraman en regisseur.
Hij is genomineerd voor drie Oscars voor de films Stagecoach (1939), Drums Along the Mohawk (1939), and Dive Bomber (1941).
Hij werkte aan meer dan honderd films, en schreef voor belangrijke regisseurs als John Ford en Cecil B. DeMille. Zijn zoon, James Glennon, werd later ook een cameraman.